# Camaròptera de Hartert
La camaróptera de Hartert (Camaroptera harterti) és una espècie d'ocell passeriforme que pertany a la família Cisticolidae endèmica d'Angola.

## Taxonomia
Va ser descrita científicament el 1911, per l'ornitòleg alemany Otto Eduard Graf von Zedlitz und Trützschler, com una subespècie de la camaròptera verdosa amb el nom trinomial de Camaroptera griseoviridis harterti. La localitat tipus va ser la ciutat de Canhoca al nord d'Angola. Posteriorment es va escindir per ser considerada una espècie separada.
El nom específic, harterti, commemora l'ornitòleg alemany Ernst Hartert, que va ser conservador del Museu Rothschild.